# Derecske megállóhely
Derecske megállóhely egy Hajdú-Bihar vármegyei vasúti megállóhely Derecske településen, a helyi önkormányzat üzemeltetésében. A megállóhely jegypénztár nélküli, nincs jegykiadás. A belterület északi széle közelében helyezkedik el, közvetlenül Újtelep városrész legnyugatibb házai és a 47-es főút között.

## Vasútvonalak
Az állomást az alábbi vasútvonalak érintik:
- Debrecen–Nagykereki-vasútvonal

## Kapcsolódó állomások
A vasútállomáshoz az alábbi állomások vannak a legközelebb:
- Sáránd vasútállomás (Debrecen–Nagykereki-vasútvonal)
- Derecske-Vásártér megállóhely (Debrecen–Nagykereki-vasútvonal)

## Forgalom
| Járat | Útvonal | Gyakoriság   |
| ----- | --- | ------------ |
| S506  | Debrecen – Sáránd – Derecske – Derecske-Vásártér – Konyár – Konyári Sóstófürdő – Pocsaj-Esztár – Kismarja – Nagykereki | 1-3 óránként |